# Кастел Мађоре
Кастел Мађоре (итал. Castel Maggiore) је насеље у Италији у округу Болоња, региону Емилија-Ромања.
Према процени из 2011. у насељу је живело 16068 становника. Насеље се налази на надморској висини од 29 м.

## Становништво
| 1951. | 1961. | 1971.  | 1981.  | 1991.  | 2001.  | 2011.  |
| ----- | ----- | ------ | ------ | ------ | ------ | ------ |
| 6.164 | 6.699 | 10.153 | 12.573 | 14.832 | 16.068 | 17.507 |